# Chrotomys mindorensis
Chrotomys mindorensis é uma espécie de roedor da família Muridae.
Apenas pode ser encontrada nas Filipinas.